# Vänern, Storfors kommun

Vänern är en mindre sjö som ligger drygt en mil väster om Storfors, några hundra meter sydost om en sjö med namnet Vättern som ävenledes ligger i Storfors kommun. Dessa namn förknippas mera med de stora sjöarna med samma namn, Vänern och Vättern.